# Azine

Piridina

Diazine
1) piridazina (1,2-diazina)
2) pirimidina (1,3-diazina)
3) pirazina (1,4-diazina)

Triazine
1) 1,2,3-triazina
2) 1,2,4-triazina
3) 1,3,5-triazina

Le azine sono composti eterociclici aromatici con anello a sei membri di cui almeno uno è azoto. L'azina più semplice, con un solo atomo di azoto, è la piridina, mentre sono dette diazine se contengono due atomi di azoto e triazine se gli atomi di azoto sono tre. Le ossazine contengono un atomo di azoto e uno di ossigeno e le tiazine un atomo di azoto e uno di zolfo.
Di ogni composto possono esistere tre forme isomere.

Nel caso delle diazine le forme orto-, meta- e para- sono chiamate rispettivamente piridazina (1,2-diazina), pirimidina (1,3-diazina) e pirazina (1,4-diazina).

Le triazine hanno gli isomeri vicinale (1,2,3-triazina), asimmetrico (1,2,4-triazina) e simmetrico (1,3,5-triazina). Dalla triazina simmetrica deriva la melammina (2,4,6-triammino-1,3,5-triazina) composto base per la produzione delle resine melamminiche.
Le azine unite con uno o due anelli benzenici sono chiamate benzodiazine e dibenzodiazine. Tra le dibenzodiazine spicca la dibenzopirazina o fenazina da cui si derivano i coloranti azinici.